# Fútbol en los Juegos Mediterráneos
El fútbol se ha jugado constantemente en los Juegos Mediterráneos desde 1951 para los hombres. Italia es el equipo más exitoso con cuatro conquistas.

## Palmarés
| Año  | Sede                 | · Oro                                      | Resultado Final                            | · Plata                                    | · Bronce  | Resultado        | 4º lugar   |
| ---- | -------------------- | ------------------------------------------ | ------------------------------------------ | ------------------------------------------ | --------- | ---------------- | ---------- |
| 1951 | Alejandría           | Grecia                                     | 2-1                                        | Egipto                                     | Siria     |                  | no hubo    |
| 1955 | Barcelona            | Egipto                                     | 1-1 (4-2 penaltis)                         | España                                     | Francia   |                  | Siria      |
| 1959 | Beirut               | Italia                                     | 4-1                                        | Turquía                                    | Líbano    |                  | no hubo    |
| 1963 | Nápoles              | Italia                                     | 3 − 0                                      | Turquía                                    | España    | 2 − 1            | Marruecos  |
| 1967 | Túnez                | Francia / Italia Medalla de oro compartida | Francia / Italia Medalla de oro compartida | Francia / Italia Medalla de oro compartida | España    | 2 − 1            | Turquía    |
| 1971 | İzmir                | Yugoslavia                                 | 1 − 0                                      | Túnez                                      | Turquía   | 1 − 0 pró.       | Egipto     |
| 1975 | Argel                | Argelia                                    | 3 − 2 pró.                                 | Francia                                    | Túnez     | 1 − 1 (pen. 4–3) | Marruecos  |
| 1979 | Split                | Yugoslavia                                 | 3 − 0                                      | Francia                                    | Argelia   | 2 − 1            | Grecia     |
| 1983 | Casablanca           | Marruecos                                  | 3 − 0                                      | Turquía                                    | Egipto    | 0 − 0 (pen. 5–2) | Francia    |
| 1987 | Latakia              | Siria                                      | 2 − 1                                      | Francia                                    | Turquía   | 1 − 0 pró.       | Grecia     |
| 1991 | Atenas               | Grecia                                     | 3 − 1                                      | Turquía                                    | Marruecos | 3 − 2            | Yugoslavia |
| 1993 | Languedoc-Roussillon | Turquía                                    | 2 − 0                                      | Argelia                                    | Francia   | 2 − 1            | Italia     |
| 1997 | Bari                 | Italia                                     | 5 − 1                                      | Turquía                                    | Grecia    | 1 − 0            | España     |
| 2001 | Túnez                | Túnez                                      | 1 − 0                                      | Italia                                     | Francia   | 2 − 0            | Turquía    |
| 2005 | Almería              | España                                     | 1 − 0                                      | Turquía                                    | Libia     | 1 − 1 (pen. 4–3) | Marruecos  |
| 2009 | Pescara              | España                                     | 2 − 1                                      | Italia                                     | Libia     | 0 − 0 (pen. 8–7) | Francia    |
| 2013 | Mersin               | Marruecos                                  | 2 – 2 (pen. 3–2)                           | Turquía                                    | Túnez     | 4 – 0            | Libia      |
| 2018 | Tarragona            | España                                     | 3 – 2                                      | Italia                                     | Marruecos | 0 – 0 (pen. 7–6) | Grecia     |
| 2022 | Orán                 | Francia                                    | 1 – 0                                      | Italia                                     | Marruecos | 4 – 2            | Turquía    |

## Títulos por país
| País       | Oro | Plata | Bronce | Total |
| ---------- | --- | ----- | ------ | ----- |
| Italia     | 4   | 4     | 0      | 8     |
| España     | 3   | 1     | 2      | 6     |
| Francia    | 2   | 3     | 3      | 8     |
| Marruecos  | 2   | 0     | 3      | 5     |
| Grecia     | 2   | 0     | 1      | 3     |
| Yugoslavia | 2   | 0     | 0      | 2     |
| Turquía    | 1   | 7     | 2      | 10    |
| Túnez      | 1   | 1     | 2      | 4     |
| Egipto     | 1   | 1     | 1      | 3     |
| Argelia    | 1   | 1     | 1      | 3     |
| Siria      | 1   | 0     | 1      | 2     |
| Libia      | 0   | 0     | 2      | 2     |
| Líbano     | 0   | 0     | 1      | 1     |

## Desempeño
| Equipo               | 51                  | 55                  | 59                  | 63                  | 67                  | 71                  | 75                  | 79                  | 83                  | 87                  | 91                  | 93 | 97 | 01 | 05 | 09  | 13 | 18 | 22 | Años |
| -------------------- | ------------------- | ------------------- | ------------------- | ------------------- | ------------------- | ------------------- | ------------------- | ------------------- | ------------------- | ------------------- | ------------------- | -- | -- | -- | -- | --- | -- | -- | -- | ---- |
| Albania              |                     |                     |                     |                     |                     |                     |                     |                     |                     |                     | 6                   |    | 11 |    |    | 10  | 8  |    |    | 4    |
| Argelia              | parte de Francia    | parte de Francia    | parte de Francia    |                     | 6                   |                     | 1                   | 3                   | 6                   | 8                   | 9                   | 2  | 8  | 8  | 6  |     |    | 6  | 6  | 12   |
| Bosnia y Herzegovina | parte de Yugoslavia | parte de Yugoslavia | parte de Yugoslavia | parte de Yugoslavia | parte de Yugoslavia | parte de Yugoslavia | parte de Yugoslavia | parte de Yugoslavia | parte de Yugoslavia | parte de Yugoslavia | parte de Yugoslavia | 8  | 6  |    |    |     | 5  | 8  |    | 4    |
| Croacia              | parte de Yugoslavia | parte de Yugoslavia | parte de Yugoslavia | parte de Yugoslavia | parte de Yugoslavia | parte de Yugoslavia | parte de Yugoslavia | parte de Yugoslavia | parte de Yugoslavia | parte de Yugoslavia | parte de Yugoslavia | 10 | 10 |    |    |     |    |    |    | 2    |
| Chipre               |                     |                     |                     |                     |                     |                     |                     |                     |                     |                     | 11                  |    |    |    |    |     |    |    |    | 1    |
| Egipto               | 2                   | 1                   |                     | 5                   |                     | 4                   | 6                   | 8                   | 3                   |                     | 5                   |    |    |    |    |     |    |    |    | 8    |
| Francia              |                     | 3                   |                     |                     | 1                   | 5                   | 2                   | 2                   | 4                   | 2                   |                     | 3  | 7  | 3  |    | 4   |    | 5  | 1  | 13   |
| Grecia               | 1                   |                     |                     |                     |                     | 6                   | 9                   | 4                   | 5                   | 4                   | 1                   | 5  | 3  | 6  | 8  | 5   |    | 4  | 7  | 14   |
| Italia               |                     |                     | 1                   | 1                   | 1                   |                     |                     |                     |                     |                     | 8                   | 4  | 1  | 2  | 5  | 2   | 7  | 2  | 2  | 12   |
| Líbano               |                     |                     | 3                   | 7                   |                     |                     |                     |                     |                     | 6                   |                     |    |    |    |    |     |    |    |    | 3    |
| Libia                |                     |                     |                     |                     | 8                   |                     | 8                   |                     | 9                   |                     |                     |    | 13 | 7  | 3  | 3   | 4  | 9  |    | 9    |
| Macedonia del Norte  | parte de Yugoslavia | parte de Yugoslavia | parte de Yugoslavia | parte de Yugoslavia | parte de Yugoslavia | parte de Yugoslavia | parte de Yugoslavia | parte de Yugoslavia | parte de Yugoslavia | parte de Yugoslavia | parte de Yugoslavia |    |    |    |    |     | 6  |    |    | 1    |
| Malta                |                     |                     |                     | 9                   |                     |                     |                     |                     |                     |                     |                     |    |    |    | 9  | 11  |    |    |    | 3    |
| Montenegro           | parte de Yugoslavia | parte de Yugoslavia | parte de Yugoslavia | parte de Yugoslavia | parte de Yugoslavia | parte de Yugoslavia | parte de Yugoslavia | parte de Yugoslavia | parte de Yugoslavia | parte de Yugoslavia | parte de Yugoslavia |    |    |    |    | 8   |    |    |    | 1    |
| Marruecos            |                     |                     |                     | 4                   | 7                   | dq                  | 4                   | 6                   | 1                   | 5                   | 3                   | 9  |    | 5  | 4  | w/o | 1  | 3  | 3  | 14   |
| Portugal             |                     |                     |                     |                     |                     |                     |                     |                     |                     |                     |                     |    |    |    |    |     |    |    | 5  | 1    |
| San Marino           |                     |                     |                     |                     |                     |                     |                     |                     |                     | 7                   | 10                  |    | 12 | 9  |    |     |    |    |    | 4    |
| Serbia               |                     |                     |                     |                     |                     | 1                   | 5                   | 1                   |                     |                     | 4                   |    | 5  |    |    |     |    |    |    | 5    |
| Eslovenia            | parte de Yugoslavia | parte de Yugoslavia | parte de Yugoslavia | parte de Yugoslavia | parte de Yugoslavia | parte de Yugoslavia | parte de Yugoslavia | parte de Yugoslavia | parte de Yugoslavia | parte de Yugoslavia | parte de Yugoslavia | 6  | 9  |    |    |     |    |    |    | 2    |
| España               |                     | 2                   |                     | 3                   | 3                   |                     |                     |                     |                     |                     |                     |    | 4  |    | 1  | 1   |    | 1  | 8  | 8    |
| Siria                | 3                   | 4                   |                     | 8                   |                     | 7                   |                     |                     | 8                   | 1                   |                     |    |    |    |    | 9   |    |    |    | 7    |
| Túnez                |                     |                     |                     | 6                   | 5                   | 2                   | 3                   | 7                   | 7                   |                     | 7                   | 7  |    | 1  | 7  | 7   | 3  |    |    | 12   |
| Turquía              |                     |                     | 2                   | 2                   | 4                   | 3                   | 7                   | 5                   | 2                   | 3                   | 2                   | 1  | 2  | 4  | 2  | 6   | 2  | 7  | 4  | 17   |
| Total de naciones    | 3                   | 4                   | 3                   | 9                   | 8                   | 7                   | 9                   | 8                   | 9                   | 8                   | 11                  | 10 | 13 | 9  | 9  | 12  | 8  | 9  | 8  |      |

1. ↑  Incluye las participaciones de Yugoslavia.